# Pench
Pench és un riu de l'Índia que neix a 22° 20′ N, 78° 37′ E / 22.333°N,78.617°E al districte de Chhindwara a Madhya Pradesh. Corre en direcció sud-est i després sud fins al poble de Chand on gira al nord-est fins a trobar a les muntanyes que formen el límit del districte de Chhindwara i el separen de Seoni; llavors corre al sud iu després d'un curs total de 197 km desaigua al riu Kanhan al districte de Nagpur. El principal afluent és el Kolbira.